# Dimos Megalopoli
Dimos Megalopoli (Megalopoli) är en kommun i Grekland.   Den ligger i prefekturen Arkadien och regionen Peloponnesos, i den södra delen av landet, 160 km väster om huvudstaden Aten. Antalet invånare är 11 044. Dimos Megalopoli gränsar till Stemnítsa.